# Soul Man (canção)
"Soul Man" é uma canção de sucesso composta por Isaac Hayes e David Porter em 1967 e gravada pela dupla de soul Sam & Dave, na Stax Records e Atlantic Records. A música é uma das mais conhecidas da dupla, considerada uma canção assinatura de sua trajetória.
Mais tarde ressurgiu no filme Blues Brothers, no qual interpretam a canção "Soul Man". Sua letra cita "(...) I'm a soul man (...)".